# Christine Redfern
Pour les articles homonymes, voir Redfern (homonymie).
Christine Redfern, née en 1966, est une artiste, écrivaine, commissaire d’exposition et directrice de galerie canadienne. Elle est la fondatrice et la directrice de la galerie d’art ELLEPHANT, située à Montréal.

## Biographie
Christine Redfern détient un baccalauréat universitaire (licence) en sciences des communications biomédicales de l’Université de Toronto, département de chirurgie, faculté de médecine et un baccalauréat universitaire en arts plastiques de l’Université Concordia, Montréal. Elle a écrit sur les arts visuels à Montréal de 2000 à 2011. Ses articles ont notamment été publiés dans les journaux tels Montreal Mirror, Montreal Gazette, The Globe and Mail et Canadian Art,.
Elle est l’auteure de la bande-dessinée Who is Ana Mendieta? illustrée par Caro Caron, publiée en 2011. Cet album graphique, préfacé par Lucy R. Lippard, est consacré à l’artiste cubaine Ana Mendieta et à la scène féministe alternative,. La bande-dessinée est également traduite en français (titre : Qui est Ana Mendieta ? traduction par Susanne de Lotbinière-Harwood) et publiée aux Éditions du remue-ménage à Montréal. Dans un article paru dans la revue Critique d’art, l’historienne de l’art Fabienne Dumont décrit l’ouvrage comme « une bande dessinée destinée à lutter contre les violences faites aux femmes, en prenant appui sur la mort d’Ana Mendieta ». Elle précise également que l’album « adopte une posture militante, en évoquant les zones d’ombre de la renommée de l’artiste femme Mendieta et les circonstances troubles de sa mort, la plupart du temps occultées ». Qui est Ana Mendieta ? est dédié « à tous les esprits indépendants, aux libres-penseuses, suffragettes, féministes, artistes enragées et autres allumées, qui peuplent l'angle mort de notre mémoire ». L'album remporte The Amelia Book List en 2012.
Christine Redfern participe à des projets d’expositions au Canada et à l’international en tant que commissaire. Par exemple, à l’automne 2019, elle est commissaire d’exposition à la Canada Gallery (Maison du Canada, Haut-commissariat du Canada au Royaume-Uni) à Londres pour le projet Avatars Aliens Ancestors de l’artiste mohawk Skawennati.
Elle a fondé en 2015 la galerie d’art ELLEPHANT à Montréal, spécialisée dans l'art contemporain du Québec et les arts numériques.